# Skrzynno (Mazovie)
Pour les articles homonymes, voir Skrzynno.
Skrzynno (prononciation : [ˈskʂɨnnɔ]) est un village polonais de la gmina de Wieniawa dans le powiat de Przysucha de la voïvodie de Mazovie dans le centre-est de la Pologne.
Il se situe à environ 6 kilomètres à l'ouest de Wieniawa (siège de la gmina), 8 kilomètres à l'est de Przysucha (siège du powiat) et à 97 kilomètres au sud de Varsovie (capitale de la Pologne).
Le village compte approximativement une population de 300 habitants.

## Histoire
De 1975 à 1998, le village appartenait administrativement à la voïvodie de Radom.